# Julia Serda
Pour les articles homonymes, voir Serda.
Julia Serda, née le 6 avril 1875 à Vienne (alors en Autriche-Hongrie) et morte le 3 novembre 1965 à Dresde (Saxe), est une actrice autrichienne.

## Biographie
Julia Serda entame sa carrière d'actrice au théâtre vers la fin des années 1890 (jouant notamment au Burgtheater de Vienne) et débute au cinéma dans deux films muets sortis en 1920, dont Whitechapel d'Ewald André Dupont (avec Hans Mierendorff et Otto Gebühr).
Parmi sa centaine de films (majoritairement allemands, le dernier sorti en 1944), mentionnons également Lady Hamilton de Richard Oswald (1921, avec Liane Haid dans le rôle-titre et Conrad Veidt), Le Cadavre vivant de Fedor Ozep (coproduction germano-soviétique, 1929, avec Vsevolod Poudovkine et Maria Jacobini), La Habanera de Detlef Sierck (1937, avec Zarah Leander et Ferdinand Marian), ou encore Un grand amour (Die große Liebe) de Rolf Hansen (1942, avec Zarah Leander et Paul Hörbiger).
Elle meurt à 90 ans, en 1965.

## Filmographie partielle

### Période du muet
- 1920 : Whitechapel (Whitechapel. Eine Kette von Perlen und Abenteuern) d'Ewald André Dupont : rôle non spécifié
- 1921 : Lady Hamilton de Richard Oswald : Adele Nelson
- 1921 : Le Secret de la momie (en) (Das Geheimnis der Mumie) de Victor Janson : Frau Lagerström
- 1922 : Fridericus Rex d'Arzén von Cserépy : Marie-Thérèse d'Autriche
- 1922 : Lola Montez (en) (Lola Montez, die Tänzerin des Königs) de Willi Wolff : La Reine Thérèse
- 1924 : Nanon (en) de Hanns Schwarz : Madame de Maintenon
- 1926 : 117 bis Grande Rue (Menschen untereinander) de Gerhard Lamprecht : l'amie d'un candidat
- 1927 : Le Baron imaginaire (Der Juxbaron) de Willi Wolff : Zerline
- 1927 : Une Dubarry moderne ou Le Mannequin du roi (Eine Dubarry von heute) d'Alexander Korda : Tante Julie
- 1928 : Le Vieux Fritz (en) (Der alte Fritz) de Gerhard Lamprecht : La Reine
- 1929 : Le Cadavre vivant (Живой труп) de Fedor Ozep : Anna Pavlovna

### Période du parlant
- 1929 : Atlantic (en) (Atlantik) d'Ewald André Dupont (version allemande du film britannique sorti sous le même titre) : Clara von Schroeder
- 1930 : Valse d'amour (en) (Liebeswalzer) de Wilhelm Thiele : La Duchesse de Lauenburg
- 1931 : Die spanische Fliege de Georg Jacoby :
- 1931 : Mam'zelle Nitouche (en) (Mamsell Nitouche) de Karel Lamač (version allemande du film français sorti sous le même titre) : La directrice Mme Audrin
- 1934 : Mascarade (en) (Maskerade) de Willi Forst : La Prince Metternich
- 1936 : Allotria de Willi Forst : une passagère du bateau
- 1936 : Une femme sans importance (en) (Eine Frau ohne Bedentung) de Hans Steinhoff : Lady Patricia
- 1937 : La Habanera de Detlef Sierck : Tante Ana Sternhjelm
- 1940 : L'Oiseleur (en) (Rosen in Tirol) de Géza von Bolváry : La Comtesse Brix
- 1941 : Le Chemin de la liberté (Der Weg ins Freie) de Rolf Hansen : l'épouse du directeur de l'opéra
- 1942 : Un grand amour (Die große Liebe) de Rolf Hansen : Jenny von Westphal
- 1943 : Symphonie d'une vie (Symphonie eines Lebens) de Hans Bertram : Tante Melanie Baross